# Norgesmesterskapet 1931
La Norgesmesterskapet 1931 di calcio fu la 30ª edizione del torneo. La squadra vincitrice fu l'Odd, che vinse la finale contro il Mjøndalen con il punteggio di 3-1.

## Terzo turno
| Squadra 1    | Risultato   | Squadra 2       |
| ------------ | ----------- | --------------- |
| Brage        | 6 – 0       | Rapp            |
| Brann        | 2 – 1       | Stavanger       |
| Viking       | 4 – 0       | Djerv 1919      |
| Drafn        | 2 - 2 (dts) | Frigg           |
| Falk         | 3 – 2       | Drammens        |
| Dæhlenengen  | 2 – 1       | Skiold          |
| Strømsgodset | 0 - 3       | Fram Larvik     |
| Fredrikstad  | 3 – 0       | Vålerengen      |
| Ørn          | 0 - 3       | Gjøa            |
| Lyn Oslo     | 6 – 1       | Hardy           |
| Kvik         | 3 - 5       | Kristiansund BK |
| Larvik Turn  | 1 - 1 (dts) | Start           |
| Lillestrøm   | 3 - 4 (dts) | Lisleby         |
| Odd          | 3 – 2       | Gjøvik-Lyn      |
| Urædd        | 2 - 3       | Mjøndalen       |
| Sarpsborg    | 4 – 0       | Rollon          |

### Ripetizione
| Squadra 1 | Risultato   | Squadra 2   |
| --------- | ----------- | ----------- |
| Frigg     | 0 - 1       | Drafn       |
| Start     | 5 – 4 (dts) | Larvik Turn |

## Quarto turno
| Squadra 1       | Risultato   | Squadra 2   |
| --------------- | ----------- | ----------- |
| Brage           | 0 - 3       | Brann       |
| Fram Larvik     | 6 – 1       | Drafn       |
| Lisleby         | 3 – 0       | Dæhlenengen |
| Fredrikstad     | 3 – 0       | Falk        |
| Gjøa            | 0 - 0 (dts) | Odd         |
| Kristiansund FK | 0 - 2       | Sarpsborg   |
| Viking          | 1 - 4       | Lyn Oslo    |
| Start           | 0 - 8       | Mjøndalen   |

### Ripetizione
| Squadra 1 | Risultato | Squadra 2 |
| --------- | --------- | --------- |
| Odd       | 4 – 2     | Gjøa      |

## Quarti di finale
| Squadra 1   | Risultato   | Squadra 2   |
| ----------- | ----------- | ----------- |
| Brann       | 3 - 3 (dts) | Mjøndalen   |
| Sarpsborg   | 1 - 6       | Fram Larvik |
| Fredrikstad | 1 - 2       | Lisleby     |
| Lyn Oslo    | 2 - 3       | Odd         |

### Ripetizione
| Squadra 1 | Risultato | Squadra 2 |
| --------- | --------- | --------- |
| Mjøndalen | 4 – 2     | Brann     |

## Semifinali
| Squadra 1 | Risultato   | Squadra 2   |
| --------- | ----------- | ----------- |
| Mjøndalen | 2 – 1       | Fram Larvik |
| Odd       | 2 – 1 (dts) | Lisleby     |

## Finale
| Arbitro: | Bech |

|                                       |           |          |
| Pedersen 5’ Eriksen 26’ Gundersen 87’ | Marcatori | 42’ Hval |

### Formazioni
| Odd             |  |                    |
|                 |  |                    |
|                 |  | Arne Tingberg      |
|                 |  | Nils Eriksen       |
|                 |  | Thaulow Goberg     |
|                 |  | Ernst Jacobsen     |
|                 |  | Henry Thorsen      |
|                 |  | Didrik Christensen |
|                 |  | Olav Gundersen     |
|                 |  | Arne Gulbrandsen   |
|                 |  | William Eriksen    |
|                 |  | Jan Egeland        |
|                 |  | Ragnar Pedersen    |
| A disposizione: |  |                    |
|                 |  | Sigurd Johansen    |